# Laarwoud
Laarwoud is een havezate in de Drentse plaats Zuidlaren in Nederland.

## Geschiedenis
Laarwoud dateert uit 1642, maar wordt voor het eerst met de naam Laarwoud in 1691 vermeld. Het huis was in die tijd van leden van de familie Van Selbach. Tot 1679 was Hendrik van Selbach de eigenaar, daarna zijn neef Gerhard van Selbach, landschrijver van Drenthe. Na het overlijden van diens zoon Coenraad werden er diverse processen gevoerd door de mogelijke erfgenamen. De landschrijver Wolter Hendrik Ellents heeft in die periode - minstens van 1715 tot 1724 - in Laarwoud als huurder gewoond. Uiteindelijk kwam het huis in 1750 in het bezit van de drost van Drenthe, Alexander Carel van Heiden. Hij was degene die toestemming kreeg om het recht van havezate te verleggen van Vledderinge naar Laarwoud. Feitelijk mocht dit niet vanwege een in 1698 ingesteld verbod. Van Heiden verfraaide het gebouw, dat zijn residentie werd. Hij ontving daar gasten waaronder stadhouder Willem V. Het huis bleef tot ver in de 19e eeuw in het bezit van leden van de familie Van Heiden. De zeeheld Lodewijk van Heiden (1773-1850) heeft daar, als zoon van een van de eigenaren, gewoond. In 1882 kwam het huis door vererving in het bezit van Paul Antoine Guillaume de Milly, burgemeester van Zuidlaren en schoonzoon van Louis van Heiden Reinestein (1809-1882). Zijn zoon Louis de Milly van Heiden Reinestein (hij had officieel toestemming gekregen om zijn naam "de Milly" te wijzigen in "de Milly van Heiden Reinestein") verkocht het huis in 1915 aan de gemeente Zuidlaren. Laarwoud werd daarna bestemd tot ambtswoning van de burgemeester.
Tijdens de Tweede Wereldoorlog werd Laarwoud gebruikt voor de huisvesting van Duitse officieren. Vervolgens is het gebouw gebruikt door het Bureau Afvoer Burgerbevolking en als noodverpleeghuis voordat het gerestaureerd werd. In 1958 kreeg het een nieuwe bestemming als gemeentehuis van de toenmalige gemeente Zuidlaren. Na een fusie in 1998 ging de gemeente Zuidlaren op in de nieuwe gemeente Tynaarlo. Het gemeentehuis in Zuidlaren verloor zijn functie. In 2002 werd bekend dat de Delftzijlse reder Rob Wagenborg de voormalige havezate Laarwoud had gekocht. In 2004 was het pand gereed voor particuliere bewoning.
Sinds 2004 is Laarwoud ingeschreven in het rijksmonumentenregister. Tot het monumentale complex behoren het gebouw, de parkaanleg, het inrijhek, het koetshuis en een vierkante zandstenen sokkel.
Huis te Ansen · Batinge · Ter Borch · Huis ten Clooster · Kasteel van Coevorden · Dunningen · Huis te Echten · Entinge · Huis ter Hansouwe · Havixhorst · De Kinkhorst · De Klencke · Laarwoud · Lemferdinge · Mensinga · Mensinge · Oldengaerde · Oldenhave · Overcinge · Huis te Peize · Rheebruggen · Huis te Westervelde · Vledderinge · Westrup · Wittesheuvel